# Black Shadows (film 1920)
Black Shadows è un film muto del 1920 diretto da Howard M. Mitchell. Prodotto e distribuito dalla Fox Film Corporation, aveva come interpreti Peggy Hyland, Alan Roscoe, Correan Kirkham, Henry Hebert, Edwin B. Tilton, Estelle Evans, Cora Drew.

## Trama
Marjorie Langdon, l'accompagnatrice della ricca ereditiera Janet Fordyce, nutre dei seri dubbi su uno dei corteggiatori di Janet, tale Chester Barnard. Durante un ricevimento a casa Fordyce, un ipnotizzatore, il professor Potter, si accorge che Janet è facilmente malleabile, dimostrandosi un soggetto sensibile all'ipnosi. Sfruttando la situazione (e in combutta con Barnard) Potter induce Janet a rubare dei gioielli, gettando poi la colpa su Marjorie. Quest'ultima viene accusata del furto, ma Duncan Fordyce, il fratello di Janet, scopre che è la sorella, sotto l'influenza di Potter, l'autrice del misfatto. Barnard, sorpreso in un tentativo di rapina, viene arrestato, la verità viene a galla, Marjorie è scagionata e lei e Duncan si sposano.

## Produzione
Il film fu prodotto dalla Fox Film Corporation.

## Distribuzione
Il copyright del film, richiesto da William Fox, fu registrato il 7 marzo 1920 con il numero LP14856.

Distribuito dalla Fox Film Corporation, il film uscì nelle sale statunitensi nel marzo 1920.
Non si conoscono copie ancora esistenti della pellicola che viene considerata presumibilmente perduta.